# Ömer Dinçer

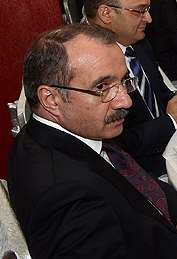
Ömer Dinçer 2013

Ömer Dinçer (* 10. September 1956 in Karaman) ist ein türkischer Politiker der Adalet ve Kalkınma Partisi.

## Leben
Grund-, Mittelschule und Gymnasium besuchte Dinçer in Karaman. Dinçer studierte von 1974 bis 1978 Betriebswirtschaft und Politikwissenschaft an der Atatürk-Universität in Erzurum. Seinen Master und Doktor erlangte er an der Universität Istanbul. An der Marmara-Universität erhielt er 1988 den akademischen Grad Doçent und habilitierte 1994.
2007 errang er für die AKP ein Mandat der Großen Nationalversammlung der Türkei für den Wahlbezirk Istanbul. Vom 1. Mai 2009 bis 6. Juli 2011 war er als Nachfolger von Faruk Çelik Minister für Arbeit und Soziale Sicherheit. Dinçer war als Nachfolger von Nimet Çubukçu ab 6. Juli 2011 bis zum 24. Januar 2013 Bildungsminister der Türkei. Ihm folgte im Amt als Bildungsminister Nabi Avcı.
Dinçer ist verheiratet und Vater von drei Kindern.